# Clements Kadalie
Pour les articles homonymes, voir Kadalie.
Clements Kadalie (1896-1951) était un syndicaliste sud-africain fondateur de la Industrial and commercial union (ICU), syndicat de dockers et ouvriers noir.

## Biographie
Clements Kadalie est né en avril 1896 dans le village de Chifira au Nyassaland. Second fils de Musa Kadalie Muwamba, petit-fils de Chiweyu, un chef suprême des Tonga du Nyassaland. Éduqué par les missions chrétiennes du Nyassaland, Kadalie acheva une formation d'enseignant en 1912.
Après un bref passage dans l'enseignement primaire, Kadalie émigra dans l'Union sud-africaine à la recherche d'un emploi.
Au Cap où il s'installe, il travaille sur les docks et se lie avec de jeunes activistes politiques. Il fonde en 1919 un syndicat noir nommé Industrial and Commercial Union (ICU), rebaptisé ensuite Industrial and Commercial Workers Union of Africa dont il devient le secrétaire général. L'objectif de ce mouvement syndical est de protéger les droits des travailleurs bantous d'Afrique du Sud. En décembre 1919, suivi par 2 000 dockers, il dirige avec succès pendant 14 jours un important mouvement de grève qui empêcha l'exportation de toutes marchandises par les installations portuaires du Cap. La grève des dockers a duré quatorze jours et impliqué 2 000 hommes. Le succès de cette grève jette les bases de ce mouvement syndical ouvrier qui dépassera les 100 000 affiliés en 1927, devenant le plus grand syndicat ouvrier du continent africain.
Partie du Cap, l'organisation s'est propagée à travers toute l'Union pour atteindre le Witwatersrand. Les luttes syndicales se multiplient, transformant l'ICU en une organisation de masse, dont les élites noires pourtant se méfient.
L'ICU est notamment miné par des dissensions internes, des défauts de gestion et un manque de reconnaissance par les partis et mouvements de gauche sud-africain. Une tendance dure exige une action directe combinant grève et refus de l'impôt ainsi qu'un changement de politique et une réorganisation du mouvement. Une tendance modérée s'y oppose. Kadalie fait obstruction par son immobilisme et préfère ménager le gouvernement Hertzog alors que ce dernier fait voter plusieurs lois répressives. En fait, Kadalie ne remet en cause que les aspects marginaux du système politique, économique et sociale de l'Afrique du Sud. Il ne conçoit aucune alternative globale. Avec l'appui des réformistes, Kadalie obtient l'expulsion des représentants de la tendance dure, presque tous membres du Parti communiste sud-africain. Puis, en mai 1927, Clements Kadalie, souvent aussi longuement cité dans la presse qu'un membre du gouvernement, se rend en Europe où il est invité à la Conférence internationale du travail à Genève.
Cependant, deux ans plus tard, Kadalie est débarqué à son tour du secrétariat général par les autres dirigeants de l'ICU qui périclite peu à peu. Au début des années 1930, la branche du Natal de l'ICU affirme même sa confiance dans le gouvernement Hertzog.
Kadalie tente par la suite de reformer un nouvel ICU à East London mais sans retrouver le succès. Il devient administrateur régional pour le congrès national africain (ANC) dans la région d'East London où il passa le reste de sa vie en compagnie de sa femme et de ses cinq enfants.
Sa petite-fille, Rhoda Kadalie (née en 1953), deviendra une universitaire et une femme d'affaires, partisane de l'Alliance démocratique et chroniqueuse au journal conservateur Die Burger.

## Sources